# Wilhelm Wien
Wilhelm (Willy) Carl Werner Otto Fritz Franz Wien, född 13 januari 1864 i Fischhausen (numera Primorsk), Ostpreussen, död 30 augusti 1928 i München, var en tysk fysiker. 1893 utvecklade han Wiens lag, som behandlar svartkroppsstrålning. Han belönades 1911 med Nobelpriset i fysik. Han var kusin till Max Wien.

## Biografi
Wien blev 1882 student från Altstädtisches Gymnasium i Königsberg, studerade sedan vid Göttingens universitet och Humboldt-Universität zu Berlin, där han arbetade 1883–1885 i Hermann von Helmholtz laboratorium, och blev filosofie doktor där 1886 och privatdocent 1896. Han var 1892 till 1896 assistent vid Physikalisch-Technische Reichsanstalt i Berlin-Charlottenburg, 1896 till 1899 extra ordinarie professor i fysik vid Polytechnikum i Aachen (dagens RWTH Aachen), 1899–1900 ordinarie professor i fysik i Gießen och sedan 1900 i Würzburg.
Vid Reichsanstalt undersökte han liksom Ludwig Holborn metoder för mätning av höga temperaturer genom Henry Louis Le Chateliers termoelement, och samtidigt utförde han teoretiska arbeten i hydrodynamik, särskild om havsvågors och cykloners former, samt angående lagarna för värmestrålning, vilka 1893 ledde till hans bekanta lag om ändringen av strålningens våglängd med temperaturen, den så kallade Wienska förskjutningen.
1894 offentliggjorde Wien avhandlingen Über Temperatur und Entropie der Strahlung, och 1896 angav han en formel för sammansättningen av en svart kropps strålning. Dessa arbeten var så förtjänstfulla, att de förskaffade Wien 1911 års Nobelpris i fysik.
I Aachen ägnade Wien sig åt studiet av elektricitetens gång genom gaser, vilket han sedan fortsatte (Elektrische Entladungen in verdünnten Gasen, i "Annalen der Physik", 1898, 1901 och 1902). Han visade att, medan den negativa elektriciteten framfördes av elektroner med en massa uppgående endast till omkring en tvåtusendel av en väteatoms, så är den positiva elektricitetens bärare av omkring samma massa som den, vilken den genomströmmade gasens atomer innehar. Wien har sedan också utfört värdefulla undersökningar om röntgenstrålar, vilkas våglängd han sökte bestämma (1905).
Han blev ledamot av svenska Vetenskapsakademien (1918) och av Vetenskapssocieteten i Uppsala (samma år).
Nedslagskratern Wien på planeten Mars är uppkallad efter honom.